# Granice kontrole
Granice kontrole (eng. "The Limits of Control") je art film iz 2009. kojeg je režirao Jim Jarmusch u američko-japanskoj koprodukciji. Film je snimljen u Španjolskoj, u Madridu, Sevilli i Almeriji. Zbog svoje hermetične i iznimno minimalističke priče o tajnovitom strancu u Španjolskoj koji ima zadatak likvidirati jednog Amerikanca, film je podijelio kritiku. Jordan Hoffman je zapisao da je "cijeli film metafora da ostatak svijeta odbacuje Američko carstvo."

## Radnja
Aerodrom. Crnoputi Stranac sjedne za stol svojih poslodavaca. Jedan govori francuski a drugi prevodi za njega. Njegov zadatak je "otići u hotel i sresti violinu". Francuz mu doda da "svemir nema središte ni rubove, stvarnost je arbitrarna". Stranac odlazi u avion i stigne u Madrid. Tamo otiđe u jedan hotel i vježba Tai Chi Chuan. U muzeju umjetnosti ugleda sliku violine. Idući dan, sjedne u jedan otvoreni kafić i naruči dva espressa. Tada stiže čovjek zvan Violina, sjedne kraj njega te mu priča kako "violina i drugi instrumenti pamte glazbu koja je svirana na njima". Tada mu daje kutiju šibica i otiđe. Stranac u kutiji pronalazi cedulju, pročita je te ju potom pojede. U muzeju vidi sliku gole žene. Natrag u hotelskoj sobi, pronađe Golu ženu koja ga nagovara da spava s njom, no on odbija.
U vlaku sretne japansku ženu koja mu priča kako ju fasciniraju molekule. Idući dan ponovno sjedne u otvoreni kafić te kraj njega sjedne Plavokosa kaubojka koja mu ispriča kako ju fasciniraju stari filmovi. "Najbolji filmovi su poput sna za koje ne znaš da li si imao", kaže. Potom mu da kutiju šibica s ceduljom i otiđe. Drugom prilikom, naiđe također tajnoviti Gitara te mu priča o boemskom životu. Potom mu da kutiju šibica s ceduljom i otiđe. Hodajući ulicama, Stranac primijeti neke agente kako odvode Plavokosu kaubojku u jedan auto. U jednom gradu sretne Meksikanca, hipija koji mu kaže kako se "predmeti koji se reflektiraju u zrcalu katkad čine stvarnijim od originala". Napokon, jedna Arapkinja ga autom odveze do pustog mjesta gdje se nalazi strogo čuvana utvrda Amerikanca. Stranac se nađe u utvrdi. Na upit kako je ušao, odgovori mu: "Upotrijebio sam svoju maštu". Amerikanac mu kaže da su mu "droge, glazba, filmovi i boemski život poremetili mozak" te da "eliminiranjem njega neće poremetiti moć kontrole". Stranac ga potom zadavi. Natrag u Madridu, Stranac po prvi put skine svoje sivo odijelo i preobuče se. U muzeju vidi bijelo platno koje prekriva sliku. Potom izađe van na ulicu.

## Glumci
- Isaach De Bankolé - Usamljeni stranac
- Alex Descas - Creole
- Jean-François Stévenin - Francuz
- Paz de la Huerta - Gola žena
- Tilda Swinton - Plavokosa kaubojka
- John Hurt - Gitara
- Gael García Bernal - Meksikanac
- Bill Murray - Amerikanac
- Luis Tosar - Violina
- Youki Kudoh - Molekule

## Produkcija
| "Ali postoje granice unaprijed određenih ograničenja. Također, postoje granice koliko tvoja mašta može biti kontrolirana. Što je isto tako ono što je ovaj film za mene. Tvoju maštu ne može kontrolirati nitko tko ti govori, Gle ovo je stvarnost."— Redatelj Jim Jarmusch o filmu "Granice kontrole". |

Jarmusch je nakon drame "Slomljeno cvijeće" četiri mjeseca pisao novi scenarij za jedan drugi film koji je planirao režirati. Scenarij je bio namijenjen dvojici glumaca - jedna je osoba voljela priču i pristala, no druga je odbila. Pošto je to trebao biti njegov najskuplji film, od 10-15 milijuna $, producenti su zahtijevali druge glumce, no on nije htio raditi s njima pa je odložio scenarij u svoj ormar. Zbog toga je odlučio radije režirati film "Granice kontrole", koji je sastavio od malih zamisli koje su se motale u njegovom umu - prvo je dobio ideju dati glavnu ulogu glumcu Isaachu De Bankoleu, zatim je dobio ideju snimati u Španjolskoj a potom dati ulogu glumici Paz de la Huerta jer je ona već snimila četiri studentska filma s De Bankoleom. Priču je napisao u Italiji u tjedan dana te je predao scenarij od samo 25 stranica produkcijskoj kući Focus Features, koja je pristala financirati film.
Jarmusch je napokon dobio priliku raditi sa snimateljem Christpherom Doyleom. "Granice kontrole" snimljene su za sedam tjedana u Španjolskoj. Naslov je dobio po jednom eseju Williama Burroughsa. Jarmusch je rekao da mu je namjera bila snimiti "akcijski film bez akcije". Inspiracija je bio krimić "Brisani prostor" Johna Boormana.
Također, prema Jarmuschu, jedna od tema je da je jezik kontrolni mehanizam koji se koristi protiv nas, a koriste ga ljudi koji govore: "Stvarno je ono što mi kažemo". Neke scene redatelj je snimio uz pomoć svoje intuicije. U završnici, Amerikanac govori junaku kako mu je "mozak zagađen filmovima, glazbom, znanosti, drogama i boemskim životom", kao referenca na sve osobe koje je junak sreo. To je pisalo u scenariju, međutim, dijalozi likova koje je sreo junak nisu još bili razrađeni. Tek u Španjolskoj je Jarmusch napisao i razradio likove koji govore o filmovima, glazbom, znanosti i boemskom životu. Jarmusch priznaje da je dijaloge za Tildu Swinton napisao tek noć prije nego što je snimio njenu scenu. Nakon što je snimio njenu sekvencu, nije bio zadovoljan kako je izgledala pa ju je snimio ponovno.

## Kritike
Film je podijelio kritiku.
| „                | "S obzirom da otprilike 90 % vremena gledamo junaka kako sjedi, pije espresso i čeka, ugođaj se milostivo može opisati kao meditativan. Ili, kada bismo bili strožiji, Jarmusch nam daje film dizajniran radi testiranja granica našeg strpljenja." | ” |
| — David Edwards, | |   |

| „                | "Snimljen u Španjolskoj, posljednji film kultnog američkog redatelja je triler iz kojeg su izostavljene sve logične poveznice. Može se naslutiti da je protagonist plaćeni ubojica s posebnim zadatkom, no to baš nije sigurno, jer na ekranu defiliraju jedino posrednici koji koriste uvijek istu lozinku i znak raspoznavanja. Kadrovi izgledaju sjajno, no to je provod samo za već inicirane". | ” |
| — Nenad Polimac, | |   |

| „              | "Jarmusch je radio s kamermanom Christopherom Doyleom, i oni su proveli dosta vremena razgovarajući o njima, shvaćajući njihovu izloženost i okviravanje kompozicije. To me podsjetilo na nijemi film "Čovjek s filmskom kamerom", za kojeg neki misle da je najbolji film ikada snimljen. Prikazuje čovjeka s filmskom kamerom, kako snima stvari. Da li je Jarmusch snimao remake bez čovjeka i kamere?" | ” |
| — Roger Ebert, | |   |

| „                  | "Namjena ovog sporog filma ostaje enigma (možda je najbliže budističkoj meditaciji o opasnostima onih opsjednuti moći), ali je predivno umotano u umjetnost, filozofiranje, misteriju i filmsku nauku". | ” |
| — Dennis Schwartz, | |   |

| „                | "Filma razmišlja o paradoksu da ljudska djela i krajolici - ljudsko postojanje -nemaju smisla dok se ne distiliraju u jednu ideju, u umjetnost, u djelo konceptualiziranja. Dakle, gdje nalazimo "život"? U djelima? Ili u stazama koje razlučuju značenje u njima? U trčanju za misijom? Ili u mirnom sjedenju?...Morate se odlučiti za jednu stranu. idite vidjeti film i sami zaključite. Ili je ovo smeće bez priče koje je namijenjeno uznemiravanju tabloidnih novina ili je ovo budućnost kinematografije, a Jarmusch je tamo stigao prije nas." | ” |
| — Nigel Andrews, | |   |

## Vanjske poveznice
- Granice kontrole u internetskoj bazi filmova IMDb-a
- Granice kontrole na Rotten Tomatoes